# ساقية (يافا)
ساقية كانت قرية في فلسطين (منطقة يافا) تبعد عن يافا 8 كيلومتر، أخليت من سكانها في عام 1948.

## الموقع
وتقع القرية على بعد 8 كيلومتر شرق يافا، 25 متر فوق مستوى سطح البحر، على أرض غير مستوية في السهل الساحلي الأوسط. كما يربطها عدد من الطرق المرصوفة بالحجارة، التي تمر عبر أو قرب القرية بمدن اللد ويافا وتل أبيب، فضلا عن القرى المتاخمة لها كالخيرية وكفر عانة وبيت دجن.

## التاريخ

### مرحلةالدولة العثمانية
في عام 1596م وفي ظل الحكم العثماني، كانت ساقية قرية في ناحية الرملة (لواء غزة)، ويبلغ عدد سكانها 270 نسمة. وكانت تؤدي الضرائب على عدد من الغلال كالقمح والشعير والفاكهة والسمسم، وكذلك على أنواع أخرى من الممتلكات، مثل الماعز وخلايا النحل وكروم العنب. كتب الرحالة الشامي مصطفى البكري الصديقي، (1688-1748/9)، الذي قام بجولة في المنطقة في النصف الأول من القرن الثامن عشر، أنه مر بقرية ساقية بينما كان في طريقه إلى يافا. 
في أواخر القرن التاسع عشر كان في القرية بئر في جهتها الجنوبية. وكانت منازلها المبنية بالطوب متقاربة فيما بينها.

### مرحلةالانتداب البريطاني
في تعداد أجرته سلطات الانتداب البريطاني عام 1922م ، وكان عدد سكان القرية 427 نسمة، جميعهم مسلمون، ارتفع العدد في تعداد 1931 إلى 663 نسمة، ولا يزال جميعهم مسلمين، ويسكنون 142 منزلا.
```
في عام 1936م تأسست في القرية مدرسة ابتدائية للبنين. تملكت المدرسة  16 دونما من أراضي القرية للتدريب الزراعي، بلغ عدد طلابها في منتصف الأربعينات 136 طالبا. 
```

في السنوات الأخيرة على الانتداب بنيت يقترن بعض المباني الاسمنت مع توسع طفيف في القرية. وكان سكان القرية من المسلمين، وكان مسجد، الذي أنشئ في نهاية الانتداب.
وبحلول عام 1945م كان تعداد السكان قد ارتفع إلى 1100 نسمة، جميعهم مسلمون، في حين كانت المساحة الكلية لأراضي القرية 5850 دونما، وفقا لمسح الأراضي والسكان الرسمي.